# Жильцов, Лев Михайлович
Лев Миха́йлович Жильцо́в (2 февраля 1928, Нахабино, Московская область — 28 февраля 1996, Москва) — советский военный моряк-подводник, командир первой советской атомной подводной лодки К-3 «Ленинский комсомол». Герой Советского Союза (20.071962). Контр-адмирал (25.04.1975).

## Биография
Родился 2 февраля 1928 года в посёлке Нахабино, Московской области. В 1935 году семья переехала в Ивантеевку Московской области.
В 1942 году поступил в Московскую военно-морскую спецшколу. В 1945 году окончил её, призван в ВМФ СССР и зачислен курсантом в военно-морское училище.
После окончания в 1949 году Каспийского высшего военно-морского училища служил штурманом, затем помощником командира на малой подводной лодке М-113 на Черноморском флоте.
В 1951 году старшего лейтенанта Жильцова направили на учёбу в Ленинград на Высшие специальные офицерские классы подводного плавания и противолодочной обороны при Краснознамённом Учебном отряде подводного плавания имени С. М. Кирова, которые он окончил с отличием, и в 1952 году был назначен помощником командира средней подводной лодки С-61.
В августе 1954 года Лев Михайлович назначен старшим помощником командира строящейся на заводе № 402 в г. Северодвинске первой атомной подводной лодки. Один из первых отечественных атомных подводников, вместе с командиром Л. Г. Осипенко обучал экипаж, проводил ходовые и государственные испытания АПЛ.
В июне 1959 года Лев Михайлович Жильцов за активное участие в создании первой атомной подводной лодки был награждён орденом Ленина и в декабре того же года назначен её командиром.
С 11 по 21 июля 1962 года атомная подводная лодка «Ленинский комсомол» под командованием капитана 2 ранга Льва Михайловича Жильцова совершила проход под паковыми льдами Северного Ледовитого океана и 17 июля, выбрав подходящую полынью, всплыла в непосредственной близости от Северного полюса, продемонстрировав технические возможности молодого атомного флота СССР и высокое мастерство советских подводников. За этот беспрецедентный по тому времени поход (тогда рейды атомных подводных лодок сравнивались с полетами в космос) 20 июля 1962 года Указом Президиума Верховного Совета СССР Льву Михайловичу Жильцову было присвоено звание Героя Советского Союза (медаль № 11122).
В августе 1963 года Лев Михайлович поступил в Военно-морскую академию, которую окончил в 1966 году. С июня 1966 года служил заместителем командира отдельной бригады подводных лодок Таллинской ВМБ Балтийского флота. С июня 1971 года — командир отдельной бригады ремонтирующихся подводных лодок Беломорской вВМБ Северного флота, с октября 1974 — командир бригады подводных лодок там же. Практически освоил и получил допуск на самостоятельное управление подводными лодками 6 проектов.
С июля 1976 года служил в Постоянной комиссии государственной приемки кораблей ВМФ: уполномоченный, с августа 1980 старший уполномоченный.
В декабре 1986 года уволен в отставку.
Скончался 28 февраля 1996 года. Похоронен в Москве на Троекуровском кладбище.

### Награды
- Медаль «Золотая Звезда» Героя Советского Союза (20.07.1962)
- орден Ленина (1959, 20.07.1962)
- орден Красной Звезды (1981)
- орден «За службу Родине в Вооружённых Силах СССР» 3-й степени (1976)
- медаль «За боевые заслуги» (5.11.1954)
- ряд других медалей СССР

## Память
В 1988 году Льву Михайловичу Жильцову было присвоено звание «Почетный гражданин города Ивантеевки».
В 1997 году в ознаменование 35-й годовщины всплытия на Северном полюсе атомной подводной лодки «Ленинский комсомол» под командованием Льва Михайловича Жильцова, в городе Ивантеевке на доме, где прошли детские годы Льва Михайловича Жильцова по адресу ул. Первомайская, 30/2, была открыта мемориальная доска и одна улица города стала носить имя Адмирала Жильцова.
В городе Северодвинск на доме № 69 по улице Торцева, где проживал Л. М. Жильцов, также открыта мемориальная доска.

## Сочинения
Лев Михайлович Жильцов — соавтор капитального труда «Атомная подводная эпопея. Подвиги, неудачи, катастрофы» (Авторы: Осипенко Л. Г., Жильцов Л. М., Мормуль Н. М.; М., А/О «Боргес» 1994), изданного в России, Франции, Испании, Чехии.

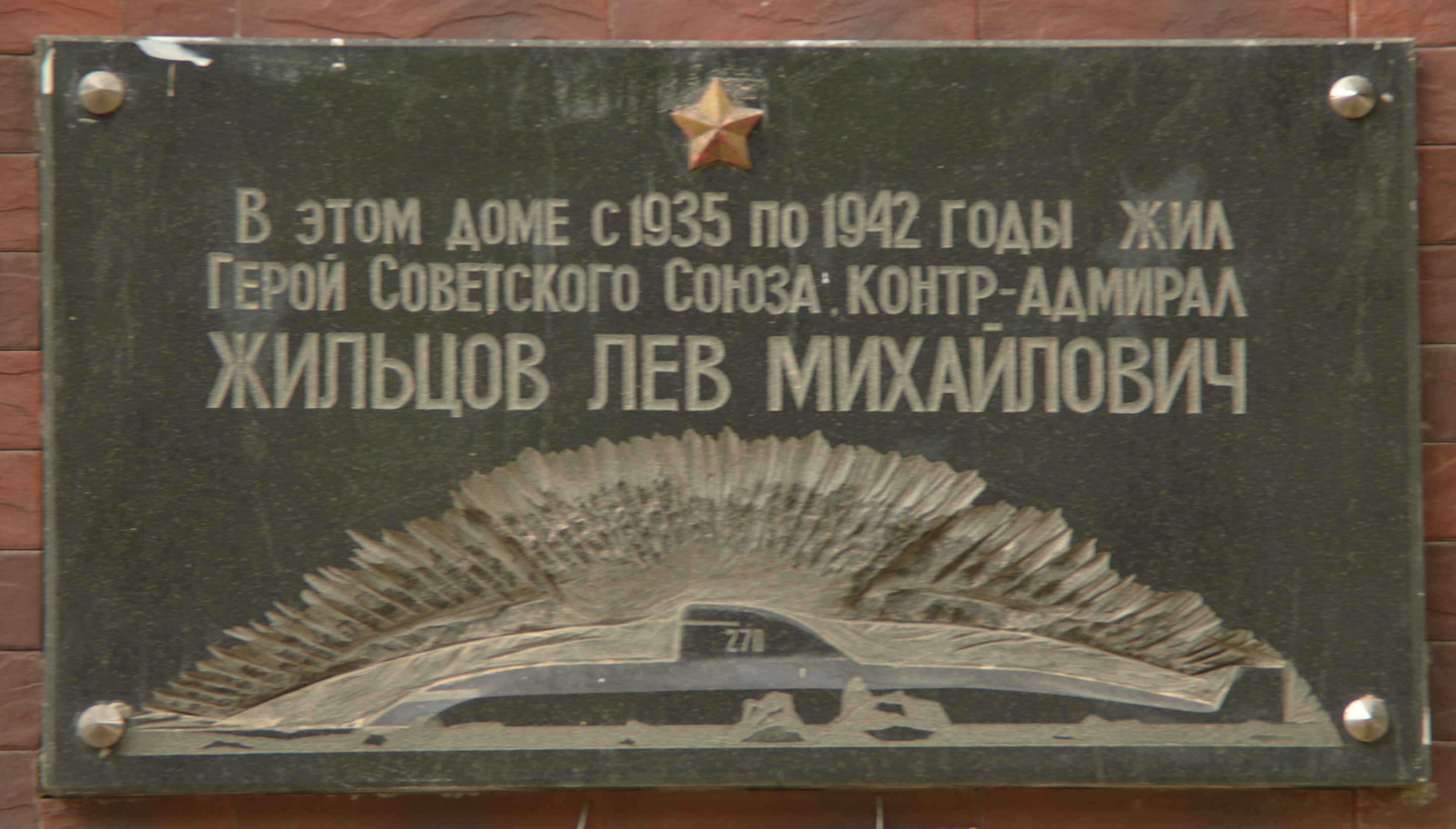
Мемориальная доска в г. Ивантеевка Московской области
Мемориальная доска установлена на доме № 69 по ул. Торцева в г. Северодвинске